# النهضة في القرن الثاني عشر
عصر النهضة في القرن الثاني عشر هي فترة كثيرة التغيرات في بداية العصور الوسطى العليا. تضمنت تغييرات اجتماعية وسياسية واقتصادية وتنشيط الفكر في أوروبا الغربية بجذور قوية فلسفية وعلمية. بالنسبة لبعض المؤرخين مهدت هذه التغييرات الطريق إلى تحقيق إنجازات لاحقة مثل الحركة الأدبية والفنية في عصر النهضة الإيطالية في القرن الخامس عشر والتطورات العلمية في القرن السابع عشر. وحددت أيضاً ثالث وآخر النهضات القروسطية.

## نهضات العصور الوسطى
بُنيت أسس العودة إلى التعليم على عمليات التبلور السياسي ومركزية الممالك في أوروبا. بدأت عملية المركزية مع  شارلمان (768-814) ملك الفرنجة، والإمبراطور الروماني فيما بعد (800-814). سُميت حركة إنشاء عدد من الكنائس في المدارس في إطار اهتمام شارمان بالتعليم، والتي تطلبت من التلاميذ تعلم اللاتينية والإغريقية، باسم عصر النهضة الكارولنجية.
شهد حكم أوتو الأول (العظيم) (936-973)، ملك الساكسون، وإمبراطور الإمبراطورية الرومانية المقدسة منذ 962، نهضة ثانية. نجح أوتو في توحيد مملكته وتأكيد حقه في تعيين القساوسة ورؤساء الأساقفة عبر المملكة. أدى ادعاء أوتو بقوته المسيحية إلى تقربه من أنبغ العقول في المملكة وأكثرهم تعليمًا. شهدت الإمبراطورية الرومانية ومملكة الساكسون العديد من الإصلاحات بسبب هذا التواصل بين أوتو وهؤلاء المهرة من الرجال. وبالتالي، سُمي عصر أوتو باسم النهضة الأوتوية.
وبالتالي، تُعتبر نهضة القرن الثاني عشر موجة ثالثة وأخيرة من النهضات الأوروبية في العصور الوسطى. ولكن نهضة القرن الثاني عشر كانت مفصلية ومستمرة عن نهضة أوتو أو النهضة الكارولنجية. لقد كانت النهضة الكارولنجية التي أقامها شارلمان بالفعل مميزة لشارلمان نفسه، وكانت «قشرة لمجتمع متغير» وليست نهضة متأصلة في المجتمع، وربما ينطبق هذا الوصف على النهضة الأوتوية أيضًا.

## التأريخ
كان تشارلز هومر هاسكينز أول مؤرخ يكتب بغزارة عن عصر النهضة التي نشأت في العصور الوسطى العليا بدءً من 1070. كتب في عام 1927: 
[القرن الثاني عشر في أوروبا] عصر حياة جديدة ومنتعشة. أحداث الحروب الصليبية، ونشأة البلدية، والأشكال المبكرة من الدول البيروقراطية في الغرب، شهدت تلك الفترة تراكمًا للفن الروماني وبدايات الفن القوطي، ونشأة الأدب العامي، وإحياء الكلاسيكيات اللاتينية والشعر اللاتيني والقانون الروماني، وإعادة اكتشاف العلوم الإغريقية، بالإضافات العربية، وأغلب الفلسفة الإغريقية، وولادة أول جامعات أوروبا. ترك القرن الثاني عشر بصمته على التعليم العالي، وعلى الفلسفة المدرسية، ونظم القانون الأوروبية، على المعمار وفن النحت، وعلى الدراما الاحتفالية، والشعر اللاتيني والشعر العامي...
كتب المؤرخ البريطاني كينيث كلارك عن «عصر الحضارة العظيمة» في أوروبا الغربية، ونسب بداياته إلى عام 1000. وكتب، منذ 1100، شيدت الأديرة والكاتدرائيات الأثرية وزُينت بالتماثيل ومعلقات تنتمى لأرقى عصور الفن، وتثير تباينًا مع ظروف الحياة الرتيبة والمزدحمة أثناء تلك الفترة. يُعتبر أباتي سوغير من كاتدرائية سان دينيس من أول المناصرين للمعمار القوطي، واعتقد أن حب الجمال يقرب المرء من الله: «يرتقي العقل البليد إلى الحقيقة عبر المادي». يصفها كلارك بالخلفية الفكرية لكل الأعمال الفنية الرفيعة للقرن التالي، وكانت في الواقع أساس عقيدة قيمة القن حتى اليوم. 

لاحظ المؤرخ الشرعي فانيا هامزيتش: 
كان القرن الثاني عشر حافلًا بالأحداث ومفارقة من نوع ما. إذ شهد بزوغًا سريعًا للأعمال الأكاديمية والجامعات في جنوب وغرب أوروبا، سعت تلك المؤسسات إلى بناء الجسور بين عوالم ظُنت غير قابلة للقياس، وشهدت عصر الفلسفة المدرسية التي ستؤدي إلى نهضة القرن الرابع عشر إلى القرن السابع عشر. ولهذا السبب، وصف الباحثون القروسطيون هذه التغيرات المستمرة بـ«نهضة القرن الثاني عشر». وعلى الجانب الآخر، شهد نفس القرن كوارث وفظائع عنيفة: بداية من القتال الداخلي المسيحي عديم الرحمة، إلى أول عملية طرد لليهود، والتشديد على أهمية استعادة الأندلس الإسلامية وغزوها، وإراقة الدماء في الحملات الصليبية الألمانية الثانية والثالثة. فهل من الملائم إذًا، وصف تلك الفترة بمرحلة الأزمات العميقة، التي رُسمت فيها ملامح «مجتمع مضطهد»؟
يشير هامزيتش، نظرًا لاهتمامه بالجندر والتنوع الجنسي في تلك الفترة، إلى «بزوغ مستصعب للقانون المدني الروماني الأوروبي الجديد، والنموذج القانوني الأولي لبيت سلجوقي، وتأثيره الهيكلي على مناظرتين فكريتين مفاهيميتين للقرن الثاني عشر حول الموقف العام والقانوني واللاهوتي للواط: واحدة منهما في نظام القديس بنديكت، والأخرى بين الأحناف». ويجادل أن هذه المناظرات «أدت إلى التصالح مع الاختلاف، ولا يمكن غض الطرف عنها لفهم الجوانب القانونية والاجتماعية للقرن الثاني عشر، حول التنوع الجنسي والجندري، وبالتالي بالطريقة التي نفهم بها نشوء التعدديات المختلفة في ذلك العصر». يظهر من ذلك تعقد القرن الثاني عشر، إذ كان عصرًا تقدميًا، ولكنه متأزم في آن معًا، فيما يخص التطورات القانونية والدينية والاجتماعية.

## حركة الترجمة
كانت ترجمة النصوص من الثقافات الأخرى، خاصة الأعمال الإغريقية، جانبًا مهمًا في نهضة القرن الثاني عشر، وغيرها (في القرن الخامس عشر)، يكمن الاختلاف بين العصرين أن الباحثين من العصر الأول اهتموا بترجمة ودراسة المؤلفات الإغريقية والعربية في العلم الطبيعي والفلسفة والرياضيات، بينما اهتمت النهضة اللاحقة بالنصوص الأدبية والتاريخية.

## العلم
دخلت أوروبا الغربية في العصور الوسطى الشاقة بعد انهيار الإمبراطورية الرومانية الغربية. لم تتح المؤلفات العلمية الكلاسيكية من العصور الكلاسيكية القديمة، المكتوبة باللاتينية والإغريقية، وذلك بعيدًا عن إخلاء السكان والعوامل الأخرى. بُنيت التعاليم العلمية والفلسفية للعصور الوسطى المبكرة على القليل من الترجمات والتعليقات اللاتينية للنصوص العلمية والفلسفية الإغريقية التي ظلت في الغرب اللاتيني، وظلت الدراسة على نطاق محدود. حافظت الكنيسة المسيحية فقط على نسخ من هذه الأعمال المكتوبة، ووزعتها دوريًا على الكنائس الأخرى.
تغير هذا السيناريو أثناء نهضة القرن الثاني عشر. إذ أرسل الباباوات رجال الدين إلى ملوك أوروبا لعدد من القرون. كان هؤلاء الملوك أميين. وكان رجال الدين المرسلون نتيجة لأمية الملوك متخصصين من نوع ما، في الموسيقى أو الطب أو التاريخ إلخ.. فيما يُطلق عليه بالرومانية بلاط الأصدقاء. أصبح رجال الدين جزءًا من بلاط الملك، يعلمون الملك وأبناءه، ويتقاضون الأجر من البابا، وفي آن يسهلون انتشار المعرفة في العصور الوسطى. حافظت الكنيسة على المخطوطات الكلاسيكية في لفائف وكتب في العديد من بيوت المخطوطات عبر أوروبا، ولذلك حافظت على المعرفة الكلاسيكية وسمحت للملوك بالوصول لتلك المعلومات المهمة. تشجع الملوك نتيجة لذلك لبناء الأديرة التي ستقوم بعمل ملاجئ الأيتام والمستشفيات والمدارس، لتفيد المجتمعات، وتسهل التحول أخيرًا من العصور الوسطى.
سمحت العديد من العوامل والاتصالات مع العالم الخارجي للأوروبيين الغربيين بترجمة الأعمال الهلنستية وأعمال فلاسفة وعلماء المسلمين، خاصة أعمال أرسطو. شملت تلك العوامل التواصل بين العالم الإسلامي والأندلس الإسلامية وجنوب إيطاليا، والحروب الصليبية وحروب الاسترداد، بالإضافة للتواصل المتزايد مع بيزنطة. ترجمت العديد من أعمال إقليدس، لكن التعليقات الغزيرة عليه لم تظهر حتى منتصف القرن الثالث عشر.
ساعد تطور جامعات القرون الوسطى ماديًا في ترجمة ونشر هذه النصوص، وتشييد البنية التحتية المطلوبة لقيام المجتمعات العلمية. وضعت الجامعة الأوروبية عددًا من تلك النصوص في قلب المقرر التعليمي لديها، وكانت النتيجة «أن الجامعة القروسطية شددت على أهمية العلم وتفوقت في ذلك على نظيرتها الحديثة.»
ظهرت ترجمات لاتينية صحيحة للأعمال الإغريقية العلمية القديمة في بداية القرن الثالث عشر. دُرست تلك النصوص منذ ذلك الحين، وأدت إلى تبصرات جديدة حول ظواهر الكون. يظهر تأثير هذا الإحياء جليًا في الأعمال العلمية لروبرت جروسيتيست.